# Списък на българо-византийските битки
Този списък на българо-византийските битки показва битките през Българо-византийските войни между Българското царство (Първото 681–1018; Второто 1187–1396) и Византийската империя.
България е под византийска власт от 1018 до 1185 г.

## Първа българска държава
- Битка при Онгъла, лято 680, кан Аспарух против император Константин IV
- първа Битка при Анхиало, 708, кан Тервел против император Юстиниан II
- Битка при Бурдизон (след това преименуван на Булгарофигон) 756, кан Кормисош против император Константин V
- първа Битка при Маркели 756, кан Винех против император Константин V
- Битка при Ришкия проход, 759, кан Винех против император Константин V
- втора Битка при Анхиало 763, кан Телец против император Константин V
- Битка при Литосория, 773 или 774, кан Телериг против император Константин V
- Битка при Берзития, октомври 774, кан Телериг против император Константин V
- втора Битка при Маркели, 792, кан Кардам против император Константин VI
- Битка при Сердика, пролетта 809, кан Крум против гарнизон от Сердика
- Битка при Върбишкия проход, 26 юли 811, кан Крум против император Никифор I †
- Битка при Адрианопол, 22 юни 813, кан Крум против император Михаил I
- Битка при Версиникия, 22 юни 813, кан Крум против император Михаил I
- Битка при Булгарофигон, 896, цар Симеон I против Лъв Катакалон
- трета Битка при Анхиало, 20 август 917, цар Симеон I против император Константин VII и Лъв Фока
- Битка при Катасирти, август 917, цар Симеон I против Лъв Фока и Николай Дука †
- Битка при Термопол 921, български войски против Михаил Моролеон †
- Битка при Катасирти, 921, цар Симеон I против Пот Аргир
- Битка при Пиги, 11 март 922, кавхан Теодор Сигрица против Пот Аргир и Алексий Мусел †
- Битка при Аркадиопол, 970, Светослав I против Варда Склир
- Обсада на Дръстър, 971, Светослав I против Йоан I Цимисхий
- Битка при Траянови врата, 16 юли 986, цар Самуил против император Василий II
- първа Битка при Солун, 996, цар Самуил против Григорий Таронитес† и Ашот Таронитес
- Битка при Сперхей, 996, цар Самуил и Гавраил Радомир против Никифор Уран
- Битка при Скопие, 1004, цар Самуил против император Василий II
- втора Битка при Солун, 1004, цар Самуил против Йоан Халд
- Битка при Крета при Солун, 1009, цар Самуил против император Василий II
- трета Битка при Солун, юли 1014, Несторица против Теофилакт Вотаниат
- Битка при Клидион, 29 юли 1014, цар Самуил против император Василий II
- Битка при Струмица, август 1014, цар Гаврил Радомир против Теофилакт Вотаниат†
- Битка при Битоля, 1015, цар Иван Владислав, против Георги Гонициат и Орест

## Опити за възстановявне
- трета Битка при Солун, 1040, цар Петър II против император (Byzanz)|Михаил IV
- четвърта Битка при Солун, 1040, цар Петър II и Алусиан против (-)
- Битка при Острово, 1041, цар Петър II против император Михаил IV

## Втора българска държава
- Битка при Ловеч, 1187, император Исак II Ангел против Асенидите
- Битка при Трявна, 1190, цар Иван Асен I против император Исак II Ангел
- Битка при Аркадиопол, 1194, цар Иван Асен I против Алексий Гид, Василий Ватаци †
- Битка при Сяр, 1195, 1196, цар Иван Асен I. против севастократор Исак
- Битка при Клокотница на 9 март 1230, Иван Асен II против император Теодор Комнин(Епирско деспотство)
- Битка при Адрианопол (1254), 1254, цар Михаил II Асен против Теодор II Ласкарис(Никейска империя)
- Битка при Девина, 17 юли 1279, цар Ивайло против Мурин
- Битка при Скафида, 1304, цар Теодор Светослав против император Михаил IX Палеолог
- Битка при Русокастро, 18 юли 1332, цар Иван Александър против император Андроник III Палеолог